# Makary (Wasiljew)
Makary, imię świeckie Kuźma Wasiljewicz Wasiljew, imię zakonne małej schimy Cyryl (ur. 24 sierpnia?/5 września 1871 w Gubie lub 26 października tegoż roku w Tichwinie, zm. 31 marca 1944) – rosyjski biskup prawosławny.

## Życiorys
Pochodził z rodziny chłopskiej. W 1894 wstąpił do misyjnego monasteru Zmartwychwstania Pańskiego w ujeździe nowogrodzkim, powstałym na miejscu dawnej Pustelni św. Makarego. Już wcześniej pragnął zostać mnichem, jednak w guberni, gdzie żył, we wszystkich klasztorach brakowało miejsc dla nowych kandydatów. W 1900 złożył wieczyste śluby mnisze z imieniem Cyryl. W 1901 przyjął święcenia kapłańskie. W 1906 został przełożonym monasteru w związku ze zmianą reguły klasztoru na cenobityczną; został wybrany na przełożonego przez wszystkich współbraci. W 1910 otrzymał godność igumena. Pod jego kierownictwem monaster rozwijał się, stawał się znaczącym ośrodkiem pielgrzymkowym, wzrosła liczba mnichów.
4 kwietnia 1923 w tajemnicy przyjął chirotonię biskupią z rąk biskupa satkińskiego Andrzeja. Według innych danych biskupem został już w 1921 i został wyświęcony przez biskupów Trofima (Jakobczuka) oraz Serafina (Cziczagowa). Patriarcha Tichon potwierdził ważność jego święceń biskupich. Został biskupem lubarskim, wikariuszem eparchii nowogrodzkiej. Początkowo przebywał w monasterze Zmartwychwstania Pańskiego, zaś po jego zamknięciu w 1923 nielegalnie zamieszkał w Piotrogrodzie, u swoich duchowych uczniów. W lipcu 1924 został aresztowany razem z piętnastoma mnichami z klasztoru, w którym dawniej żył, a następnie skazany na pięć lat łagru pod zarzutem ukrywania objętych konfiskatą kosztowności cerkiewnych. Karę odbywał w guberni wołogodzkiej do 1927. Po zwolnieniu wrócił do Leningradu i w lipcu 1928 złożył w Ławrze św. Aleksandra Newskiego przed biskupem Stefanem (Biechem) śluby mnisze wielkiej schimy, zmieniając imię zakonne na Makary.
W ciągu kolejnych czterech lat, formalnie pozostając biskupem w stanie spoczynku (z tytułem emerytowanego biskupa małowiszczerskiego), Makary (Wasiljew) nielegalnie prowadził działalność duszpasterską w ramach Cerkwi katakumbowej na terenie eparchii petersburskiej i nowogrodzkiej. W tajemnicy przygotowywał nowych kandydatów do kapłaństwa, udzielał im sakramentu kapłaństwa, w sekrecie przyjmował śluby mnisze od kandydatów do stanu zakonnego. W 1932 został aresztowany i na trzy lata zesłany do Kazachstanu. Po odbyciu kary ponownie udał się do obwodu leningradzkiej. Żył w rejonach Czudowa i Lubani, ponownie w tajemnicy odprawiając nabożeństwa. Po ataku Niemiec na ZSRR, gdy na okupowanych ziemiach Związku Radzieckiego Niemcy pozwolili na otwieranie prawosławnych świątyń, udał się ponownie do monasteru Zmartwychwstania Pańskiego, licząc na jego ponowną organizację. Pozwolono mu zamieszkać na terenie monasteru, ale okupanci niemieccy nie wyrazili zgody na reaktywację wspólnoty, zaś w końcu roku 1941, gdy mnich protestował przeciwko umieszczeniu w budynku klasztoru sztabu wojska, wywieźli go do Czudowa. Przewieziony następnie do Pskowa, od kwietnia 1942 przebywał w Monasterze Pskowsko-Pieczerskim. Przewidywał klęskę III Rzeszy w wojnie ze Związkiem Radzieckim oraz własną śmierć w tymże klasztorze.
Zginął w czasie nalotu lotnictwa radzieckiego na miasto Pieczory 31 marca 1944. Odmówił udania się do schronu, lecz pozostał w swojej celi, modląc się. Zginął od odłamka pocisku. Został pochowany na terenie monasteru.